# Lawe Mamas Indah
Lawe Mamas Indah is een bestuurslaag in het regentschap Aceh Tenggara van de provincie Atjeh, Indonesië. Lawe Mamas Indah telt 376 inwoners (volkstelling 2010).